# Elisabeth Noltenius

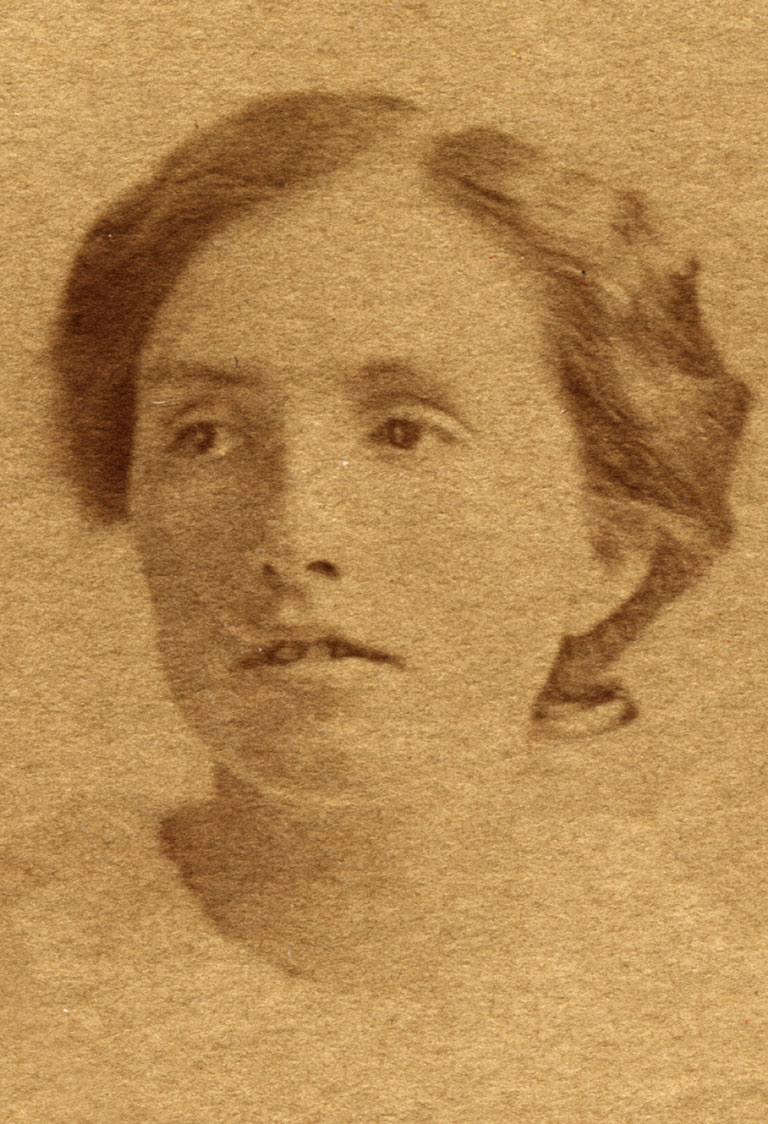
Elisabeth Noltenius, um 1914

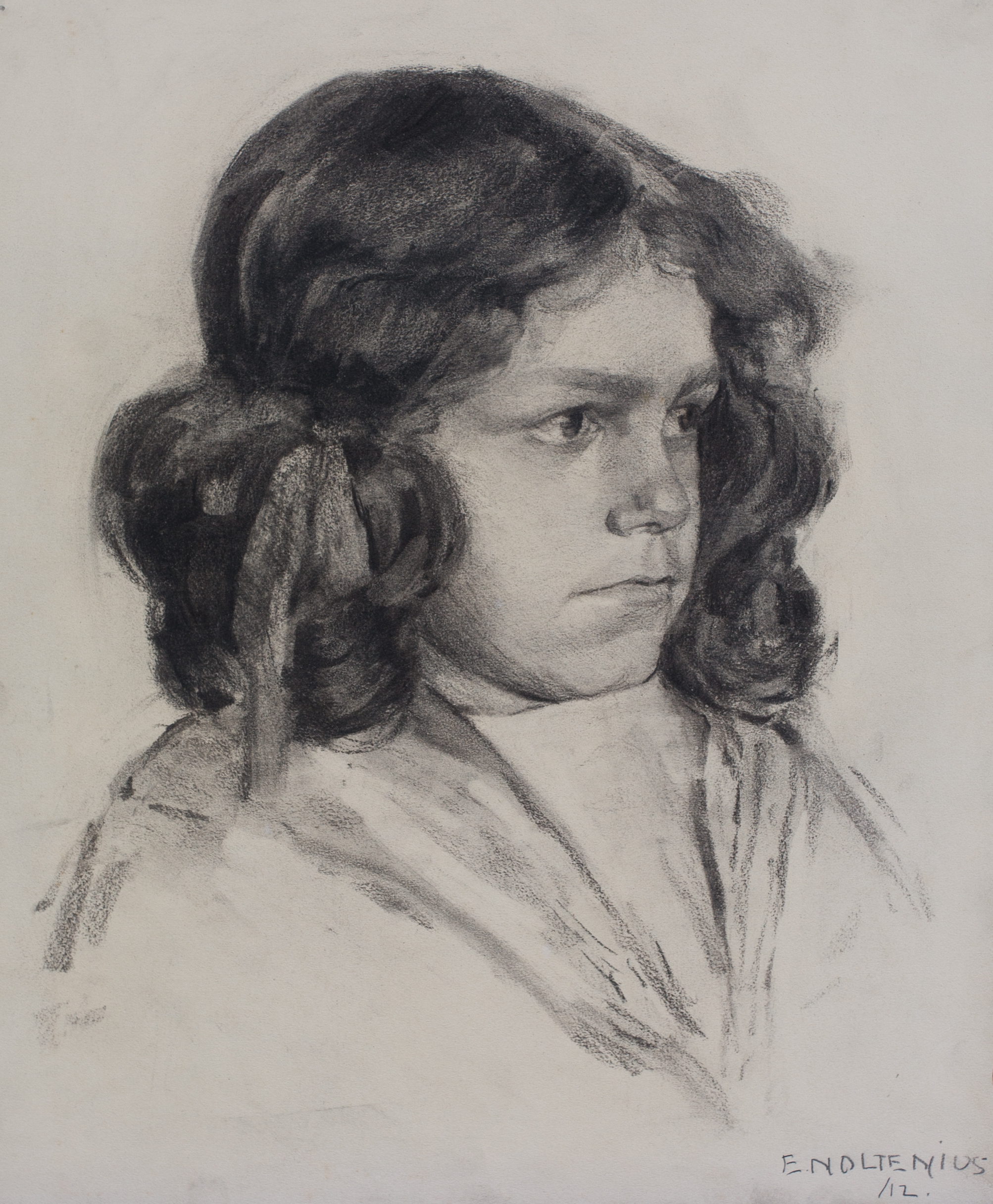
Zorniges Mädchen, Kohle, 1912, Focke-Museum Bremen

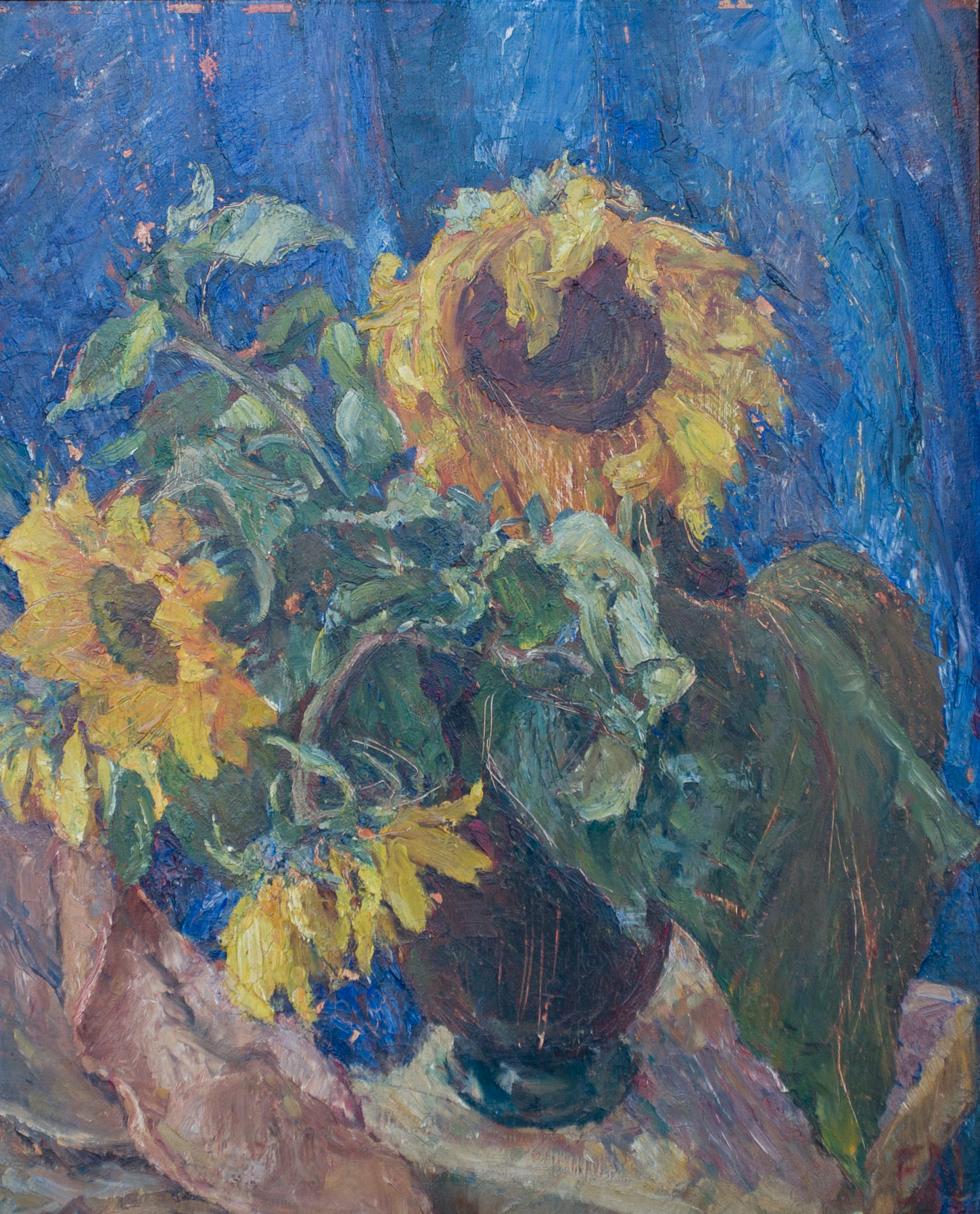
Sonnenblumen, Öl, 1929, Privatbesitz

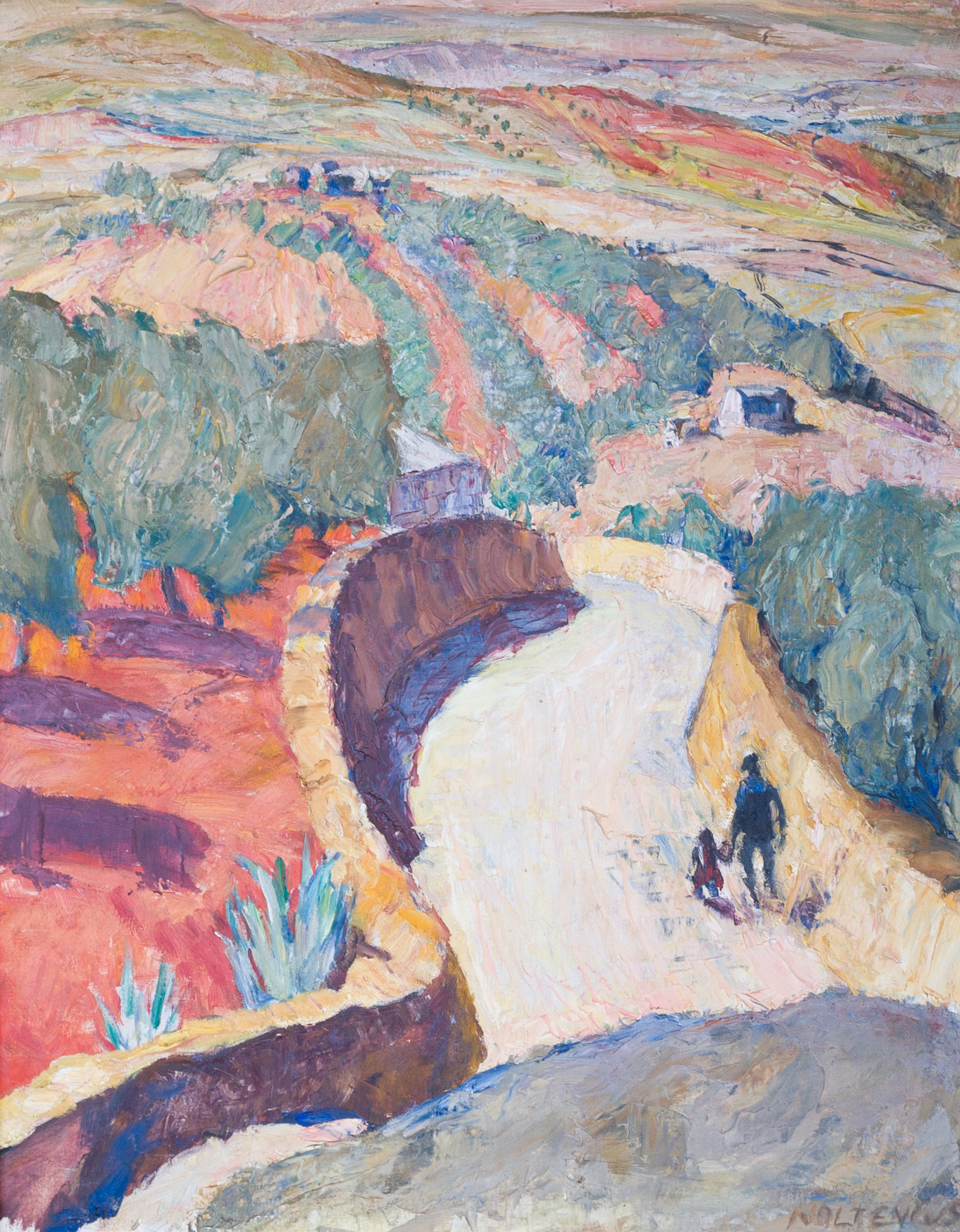
Spanische Landschaft, Öl, 1927, Privatbesitz

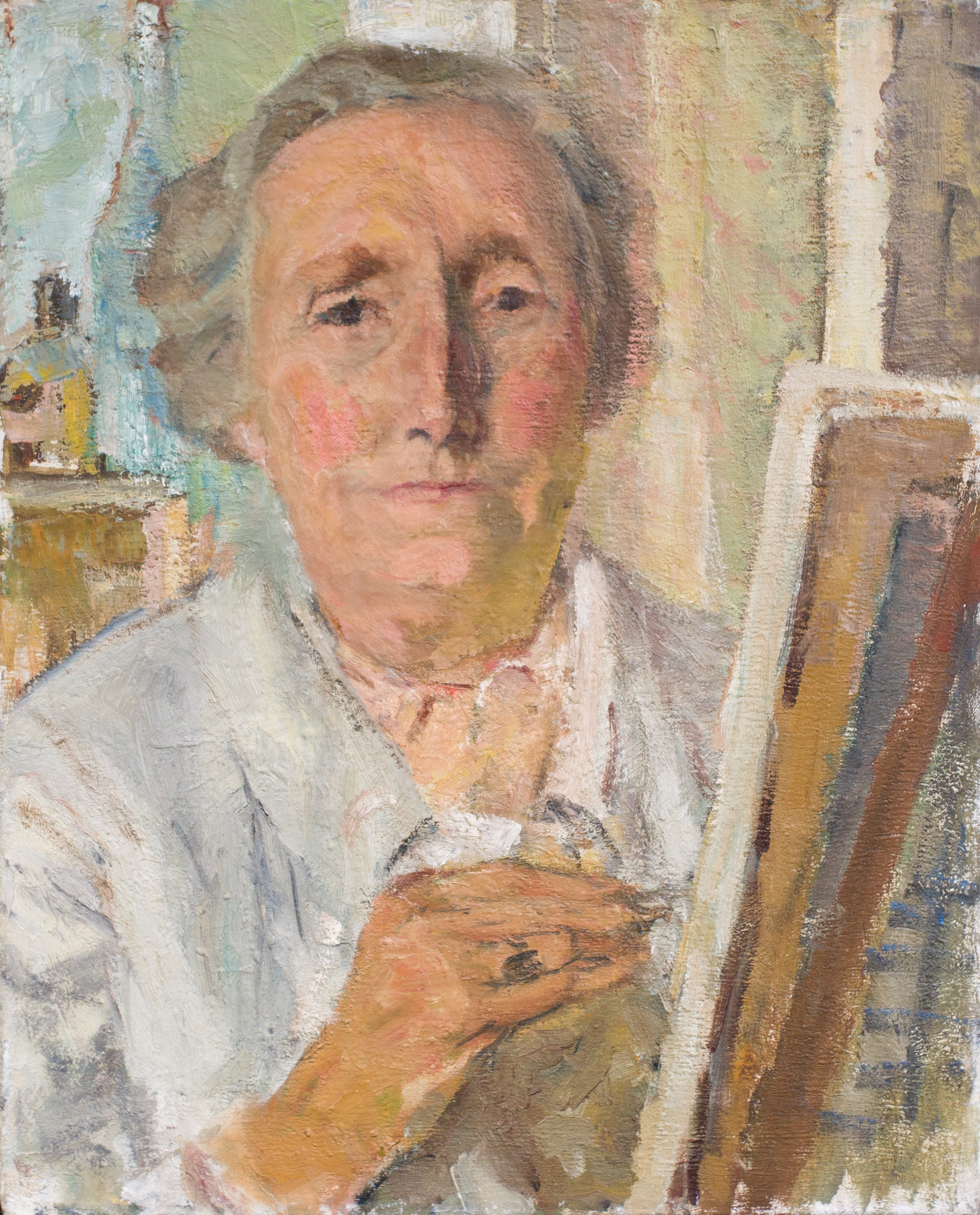
Selbstbildnis, Öl, 1962, Privatbesitz

Elisabeth Noltenius (* 24. Januar 1888 in Bremen; † 22. Februar 1964 in Bremen) war eine deutsche Malerin und Grafikerin, die insbesondere als Porträtistin Bekanntheit erlangte.

## Biografie
Elisabeth Noltenius war das älteste von insgesamt vier Kindern des Rechtsanwalts Eberhard Noltenius und dessen Ehefrau Sophie Noltenius geb. Schwab (einer Enkelin des Schriftstellers Gustav Schwab).
Im Alter von 20 Jahren begann sie ein Studium an der Kunstgewerbeschule Bremen, das sie 1910 mit dem Zeichenlehrerinnen-Examen abschloss. Gleichzeitig studierte sie in Worpswede Technik und Kunst der Radierung bei Hans am Ende, später das Plastizieren bei Clara Rilke-Westhoff. Um sich neben der Grafik und Plastik die Farbe zu erschließen, studierte Noltenius von 1911 bis 1914 an der Damenakademie in München, gemeinsam mit ihrer Freundin Dora Bromberger. In und nach der Zeichenlehrerinnen-Ausbildung entwickelte Noltenius von 1908 bis 1916 ihre Schwarz-Weiß-Gestaltung in Kohle, Blei und Radierungen. Sie blieb im Stil realistisch, z. T. dem Jugendstil nah.
Den größten Teil des Ersten Weltkriegs nutzte Noltenius zum Kunststudium in München bei Ernst Burmester, Daniel Wohlgemut und Albert Weisgerber (Gründungsmitglied und Präsident der Münchner Neuen Secession). Wie ihre Schwester Gretel stellte sich Noltenius eine Zeitlang als Krankenschwester-Helferin in einem Lazarett für verwundete Soldaten zur Verfügung. Gretel steckte sich dabei an und starb an Typhus. Die Noltenius-Brüder Hans und Walter fielen als Kriegsfreiwillige 1915 und 1917.
1919 wurde ihr Verlobter Friedrich Wilhelm von Seidlitz während der Münchner Räterepublik als Geisel erschossen. Gleichzeitig starb auch ihr Vater. Noltenius konnte zum Begräbnis aus dem umkämpften München nach Bremen entkommen. Das Vermögen der Familie war verloren. Noltenius sah sich in der Pflicht, ihre überlebende Mutter und sich durch Kunst zu ernähren.
In Deutschland und der Schweiz verbreitete sich ihr Ruf als Porträtistin. Sie verstand es auch, Vorschulkinder durch Kasperletheaterspiel mit der linken Hand, den Pinsel in der rechten, zum Stillsitzen zu bewegen. Das Porträtieren war Noltenius’ Brotberuf. Ihre Leidenschaft galt der Landschafts- und der Stillleben-Malerei. Während Noltenius in Bremen ein Atelier hatte, ging sie schon seit den 1920er Jahren immer wieder aufs Land. Sie suchte „ihr eigenes Worpswede“ und fand das durch Torfstich und Landwirtschaft geprägte Dorf Meyenburg. Dort malte Noltenius Landschaften, Interieurs, Stillleben und Menschen bei der Arbeit. 
Die Farbe und das Fremde suchte Noltenius mehrfach im Ausland: 1923 und 1938 reiste sie nach Italien, 1927 nach Spanien, 1930 nach Ungarn, 1935 nach Norwegen. Ähnlich wie die von ihr verehrte Paula Modersohn-Becker zog Noltenius zu erneutem Malstudium nach Paris, wo sie 1931/1932 bei André Lhote, Lucien Simon und Eugen Spiro studierte und in den Museen insbesondere Werke von Vincent van Gogh, Paul Cézanne, Paul Gauguin und der Abstrakten in sich aufnahm.
Noltenius war Mitglied in der Gesellschaft deutscher und österreichischer Künstlerinnen (GEDOK), im Berufsverband bildender Künstlerinnen und Künstler und in der Gesellschaft für Städtebau. Neben der eigenen Malerei gab sie regelmäßig Zeichenunterricht und hielt Vorträge über kunst- und architekturhistorische Themen.

### 1933 bis 1945
Als die Nationalsozialisten 1933 die Arierparagraphen durchsetzen, veranstaltete sie 1933, 1934 und 1935 gegen das Ausstellungsverbot für jüdische Künstler drei Einzelausstellungen der Werke ihrer Malerinnenfreundin Dora Bromberger. Deren Deportation ins Ghetto Minsk suchte sie 1935 durch Vorsprache bei der Gestapo zu verhindern.
Von 1933 bis 1945 galten die Werke vieler Kollegen als „Entartete Kunst“. Trotz deren Verfemung, Verfolgung und Berufsverboten ließ sich Noltenius zunächst nicht von der Prägung ihrer Malerei durch ihre französischen Lehrer und den Expressionismus abhalten. Nachdem sie sich aber mit den Ausstellungen für Dora Bromberger engagiert hatte und der Gestapo entgegengetreten war, konnte sie ihre Werke nach einer letzten Ausstellung 1936 nicht mehr öffentlich zeigen.
Sie musste nun vorsichtig sein, wollte sie nicht ebenfalls ein Berufsverbot riskieren. Da sie vom Bildermalen lebte, sollte kein Einfluss der sog. „Entarteten“ (wie Paula Becker-Modersohn, ihrer französischen Lehrer oder der Expressionisten) in ihren Werken sichtbar werden. Hätte die Gestapo eine Hausdurchsuchung bei ihr gemacht, dann hätten ihre Tagebücher mit den offen ausgesprochenen Gegnerschaft gegen Hitler und seine Bewegung sie ins Konzentrationslager gebracht.
1943 starb die Mutter Sophie Noltenius, und 1944 wurde Noltenius’ Atelier in Bremen von Bomben getroffen und damit ein Großteil ihrer Bilder vernichtet. Nach dem Krieg baute sie sich 1949 in Meyenburg ein eigenes kleines Atelier. Elisabeth Noltenius liegt auf dem Riensberger Friedhof in Bremen-Schwachhausen begraben.
Ihr Großneffe ist der Literatur- und Kunsthistoriker Rainer Noltenius.

## Rezeption
Zwischen 1921 und 1953 wurden Bilder von Noltenius in öffentlichen Gemeinschaftsausstellungen in Bremen, München und Dresden gezeigt. 1922 und 1923 druckte die Worpsweder Künstlerpresse Noltenius’ Radierungen. Schließlich war sie so anerkannt, dass von 1930 bis 1958 Einzelausstellungen von ihr in der Böttcherstraße, im Graphischen Kabinett Bremen und in der Bremer Kunsthalle stattfanden, sowie nach ihrem Tod in Worpswede und im Overbeck-Museum in Bremen.

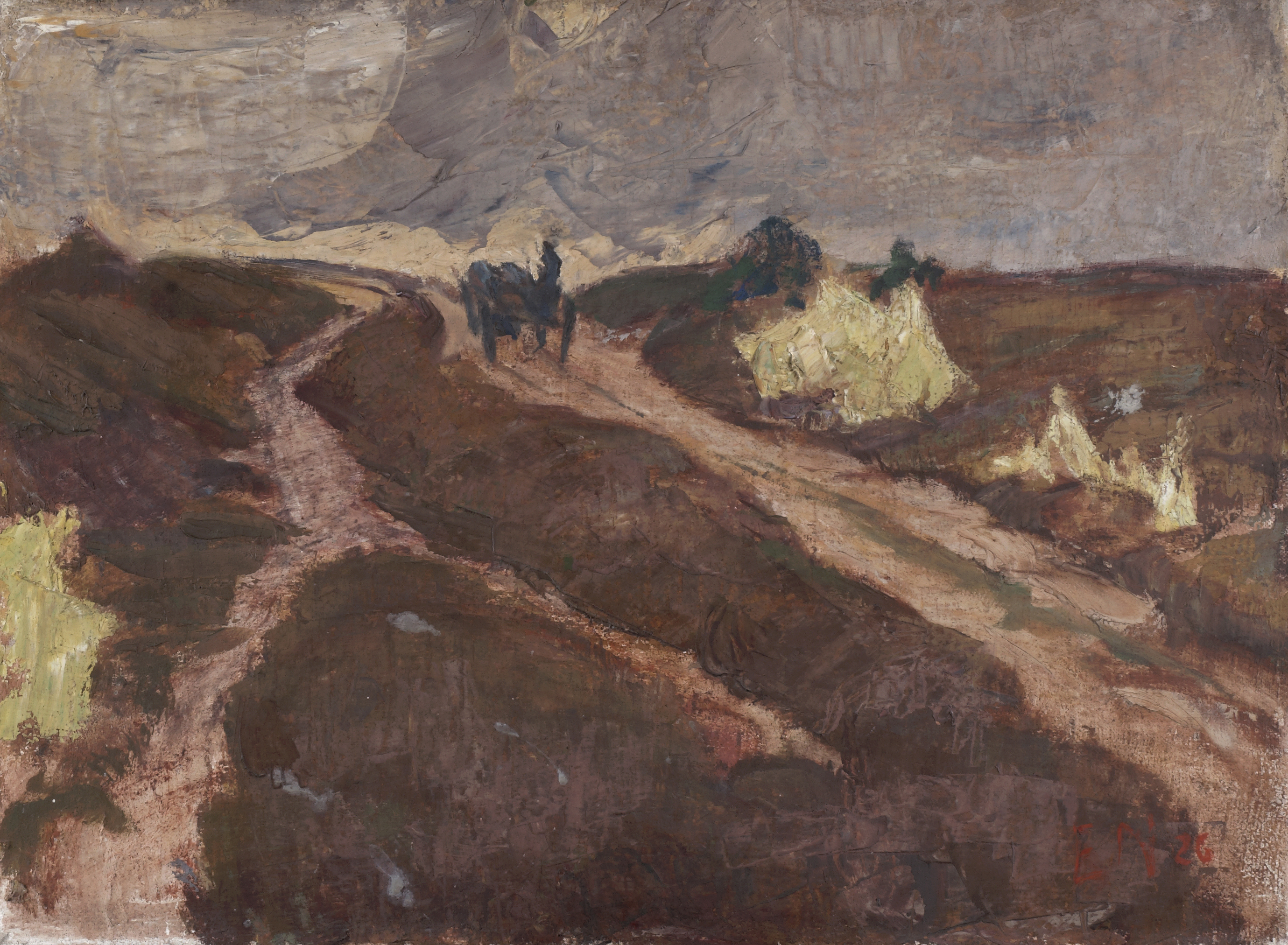
Heideweg, Öl, 1926, Kunsthalle Bremen

## Ausstellungen
Liste der Ausstellungen in: K. Poushirhazi (Hrsg.): Elisabeth Noltenius. Bremen 2013, S. 92, dem Katalog zu:
- 2013/2014: „Sehnsuchtsvoll nach dem vollen ganzen Leben“ – Die Bremer Malerin Elisabeth Noltenius. Overbeck-Museum, Bremen[7]